# Georg Ludwig von Wiersbitzki
Georg Ludwig von Wiersbitzky (* April 1717 in Lekellen; † 9. März 1778 in Kyritz) war ein preußischer Generalmajor, Chef des Kürassierregiments Nr. 2 und Ritter des Pour le Mérite.

## Leben

### Herkunft
Georg Ludwig war der zweite Sohn von Daniel von Wiersbitzky (1682–1766) Erbherr auf Dorschen und Wilkasch in der Nähe von Goldapp. Seine Mutter war Sophie Juliane, geborene Kalau vom Hofe († 1728). 1732 heiratete sein Vater Katharina Dorothea, geborene von Rautter (* 1710) aus dem Hause Mehleden, eine Tochter des Samuel von Rautter.

### Militärkarriere
Wiersbitzki kam 1730 in das Berliner Kadettenhaus, wurde 1733 Freikorporal im Infanterieregiment „von Sydow“ der Preußischen Armee und avancierte bis 1737 zum Sekondeleutnant. Im Ersten Schlesischen Krieg kämpfte Wiersbitzki am 10. April 1741 in der Schlacht bei Mollwitz. Am 28. April war er bei der Belagerung von Brieg unter dem Kommando von Generalleutnant Christoph Wilhelm von Kalckstein.
Im Jahr 1742 rückte er mit dem Korps in Mähren ein, einige Einheiten kamen bis nach Niederösterreich. Eine Brigade aus vier Bataillonen unter Generalmajor von Selchow wurde dabei in Austerlitz von einem österreichischen Korps eingeschlossen. Die Österreicher waren bereits bis in die Vorstadt vorgerückt, als beschlossen wurde, Leutnant von Wiersbitzky, Leutnant von Selchow (Regiment „von Brandenburg-Schwedt“) und Fähnrich von Keller (Regiment „von Anhalt-Dessau“) als Späher loszuschicken. Nachdem sich die drei durch die österreichischen Linien geschlichen hatte, kamen sie in das Dorf Mischow, in dem preußische Truppen standen. Es handelte sich um das Regiment „von Dönhoff“ mit zwei Bataillonen, dem Dragonerregiment „Alt-Möllendorf“ und 100 Husaren. Nachdem der Kommandeur Oberst Alexander von Dönhoff von der Lage erfahren hatte, gelang es ihm, einen Korridor im preußisch besetzten Gebiet zu öffnen, durch den sich die vier Bataillone ohne Verluste zurückziehen konnten. Von dort marschierte man bis zu Hauptarmee.
Im Zweiten Schlesischen Krieg kämpfte Wiersbitzki bei der Belagerung von Prag. Am 27. November 1745 war er bei der Brigade „Truchsess von Waldburg“ als diese bei Jaromires in Böhmen angegriffen und Wiersbitzky schwer verletzt wurde. Er stürzte von Pferd und wurde, für tot gehalten, liegen gelassen, während das Gefecht weiterging. Seine vermeintliche Leiche war bereits geplündert, als ein Trommler versuchte ihm auch die Stiefel zu nehmen. Dieser erkannte, dass er noch lebte und brachte ihn zu den Truppen nach Nachod. Von dort wurde Wiersbitzki in ein nahes Mönchskloster zur Behandlung gegeben, wo sich die Schwere seiner Verwundung zeigte. Der Schuss war in den Mund gegangen, hatte ein Teil des Unterkiefers getroffen und Zähne ausgeschlagen, so heftig dass einer davon in der Zunge stecken geblieben war. Der Zahn wurde von einem Chirurgen entfernt, insgesamt musste seine Zunge zweimal operiert werden, so dass er zwanzig Wochen nicht sprechen konnte. Als er wieder hergestellt war, kehrte er zu seinem Regiment zurück. Prinz August Wilhelm von Preußen hatte von ihm gehört und bewirkte, dass er Mitte Mai 1745 (14 Tage vor Hohenfriedeberg) in dessen Kürassierregiment kam. Nachfolgend kämpfte er in der Schlacht bei Hohenfriedberg und in der Schlacht bei Soor. Nach dem Krieg wurde er Generaladjutant des Prinzen und erhielt eine eigene Wohnung im Palast des Prinzen in Berlin. Am 8. März 1746 wurde Wiersbitzki Rittmeister und erhielt eine eigene Kompanie. 1753 wurde er auf Werbung in zahlreiche Reichsstädte geschickt.
Im Siebenjährigen Krieg rückte er mit der Armee in Böhmen ein. Wiersbitzki kämpfte in der Schlacht bei Lobositz und bei Kolin wurde ihm auf dem linken Flügel der Preußen das Pferd erschossen. Als die Armee sich von Böhmen nach Sachsen zurückziehen musste, kämpfte Wiersbitzki in den Nollendorfer Bergen und verlor wieder ein Pferd.
Er focht in der Schlacht von Breslau und wieder bei Leuthen. Danach kam er zu einem Korps unter General Driesen, das 4000 Österreicher unter Oberst Ferdinand von Bülow in Liegnitz belagern sollte. Doch die Österreicher hatten sich dem Fürsten Moritz bereits am 26. Dezember 1757 ergeben. Wiersbitzky bekam nun den Auftrag mit 200 Mann die Gefangenen an die böhmische Grenze bei Königszahn zu eskortieren. Nachfolgend wurde er zum Belagerungskorps von Schweidnitz kommandiert. Nach der Einnahme der Festung kam er zur Armee des Prinzen Heinrich nach Sachsen. Im Korps unter Driesen war er bei dem Vorstoß der Preußen nach Bamberg dabei. Nachdem die Truppe wieder in Sachsen war, wurden die Kürassierregimenter „Prinz Heinrich“ und „Markgraf Friedrich“ unter dem Kommando des Generals Zieten nach Frankfurt (Oder) geschickt, wo sie am 7. August 1758 das Korps unter Dohna trafen. Es folgte die Schlacht von Zorndorf, wo er nachfolgend die Aufgabe hatte, mit 200 Mann das Schlachtfeld vor Plünderern zu schützen. Danach kamen die beiden Regimenter zum Korps von Prinz Heinrich, welches das belagerte Dresden entsetzen sollten.
1759 war Wiersbitzki beim Korps des Generals Itzenplitz, das nach Bamberg vorstieß, um die dortigen Vorratslager zu erobern. Bei dieser Gelegenheit erbeutete er in einem Schloss eine große Menge Geld, das er der Staatskasse übergab. Dafür erhielt Wiersbitzki vom Prinzen Heinrich ein Dankschreiben. Danach kam er zum Korps des General Finck im Bereich von Bautzen. Bei Hoyerswerda kämpfte er mit General Belling gegen die Österreicher, wobei er über 100 Gefangene machte. Das Korps Finck wurde danach nach Frankfurt (Oder) verlegt, um am 12. August an der Schlacht bei Kunersdorf teilzunehmen.
Am 15. August 1760 kam es zur Schlacht bei Liegnitz. In der Nacht davor bekam Wiersbitzki durch General Zieten den Auftrag, eine feindliche Batterie auszuschalten. Er traf dabei auf ein Regiment Grenadiere, die diese Batterie schützten. Nachdem Wiersbitzki Verstärkung angefordert und bekommen hatte, vertrieb er die Grenadiere und machte über 300 Gefangene. Die Aktion wurde von König Friedrich II. bemerkt, der seinen Flügeladjutanten Major von Götzen schickte und Wiersbitzki während des Gefechts den Orden Pour le Mérite und die Beförderung zum Oberstleutnant übergab.
1764 wurde Wiersbitzki Oberst und 1765 Kommandeur im Dragonerregiment „Czettritz“. Am 26. September 1768 erhielt er das Kürassierregiment „Prinz Heinrich“ und am 21. September 1769 die Beförderung zum Generalmajor. Als der Bayerische Erbfolgekrieg ausbrach, wurde auch sein Regiment eingesetzt. Er starb am 9. März 1778 in Kyritz.

### Familie
Wiersbitzki war seit dem 22. September 1750 mit Julia Sophie von Graevenitz (1729–1811) verheiratet. Se war die Tochter des Prignitzer Landdirektors Ernst Wilhelm von Graevenitz (1693–1765) und dessen Frau Helmine Frederike von Rohr aus dem Haus Penzlin. Er hatte zahlreiche Kinder (neun Söhne und vier Töchter). Seine Nachfahren nannten sich vielfach wieder Corvin-Wiersbitzki darunter:
- Heinrich (1766–1823) Major, Postdirektor in Gumbinnen ⚭ Catharina Wilhelmine Sophie Mandel (1786–1851), Eltern von Otto von Corvin
- Ferdinand Hans Helmuth Ernst Friedrich (1761–1826) ⚭ Ernestine Wilhelmine Henriette von Düringshofen (1773–1809)
- Gottlob Karl Ludwig (1756–1817), preußischer Generalmajor
- August Leopold Friedrich (1773–1806), gefallen bei Auerstedt ⚭ Sophie von Eickstedt (1785–1810)[3]
- Albertine Sophia ⚭ Karl Christoph Joachim von Arnim (1764–1821) auf Blankensee[4]
- Wilhelmine Friederike Dorothee ⚭ Karl Christoph Joachim von Arnim (1764–1821)